# النادي العمالي بجامعة أكسفورد
تأسس النادي العمالي بجامعة أكسفورد (المعروف حاليًا باسم نادي أكسفورد العمالي) في عام 1919 لتعزيز الاشتراكية الديمقراطية؛ وهو اليوم موطن حزب العمال والديمقراطية الاشتراكية في جامعة أكسفورد. نادي أكسفورد العمالي هو أكبر وأقدم نادي عمالي جامعي في البلاد، ويمتلك سمعة خاصة كقوة حملة نشطة.
يلبي النادي جميع الطلاب المهتمين بالمُثُل العليا للحركة العمالية سواء كانوا أعضاء في حزب العمال أو جددًا تمامًا في السياسة. قال ستيوارت وود، المستشار الخاص للزعماء المتعاقبين لحزب العمال جوردون براون وإد ميلباند، إن «النادي العمالي بجامعة أكسفورد يُعتبر نموذجًا لما يجب فعله». ورد أن رئيس الوزراء جوردون براون أشاد خلال زيارته إلى أكسفورد في يوليو 2009 «بالمساهمة الرائعة لنادي أكسفورد العمالي في السياسة التقدمية في الجامعة والمدينة والبلد». كان للنادي دورًا فعالًا في إعادة أندرو سميث إلى برلمان أكسفورد الشرقية في الانتخابات العامة لعام 2010 بتأرجح بلغ 4.1% إلى حزب العمال، وهو الأكبر في إنجلترا خارج لندن.
يستضيف النادي مجموعة من مناسبات المحاورين، والمناسبات الاجتماعية والمناقشات والحملات على مدار العام، بالإضافة إلى إنتاج مجلة دورية تسمى لوك ليفت. تشمل الأحداث المميزة محاضرة باربرا كاسل التذكارية السنوية وعشاء جون سميث التذكاري.
استقال بعض ضباط نادي العمال بجامعة أكسفورد في عام 2016 بسبب مزاعم معاداة السامية في النادي. أدى ذلك إلى تحقيق حزب العمال الوطني مع النادي رسميًا بشأن معاداة السامية؛ والذي نتج عنه تقريرًا خَلُص إلى أنه من الصعب التحقق من النطاق الحقيقي للمشكلة.

## مشاركة سياسية أوسع

### اتحاد طلاب جامعة أكسفورد
حافظ النادي العمالي بجامعة أكسفورد على وجوده منذ إنشاء اتحاد طلاب جامعة أكسفورد في أوائل سبعينات القرن العشرين. كان هناك العديد من رؤساء حزب العمال، بدءًا من جون غروغان في أوائل ثمانينات القرن العشرين، ونجح مرشحو النادي في السنوات الأخيرة مثل أنيليس دودز في انتخابات عام 1999، وكريستي مكميل في انتخابات عام 2000، وإيما موريس في انتخابات عام 2004، وآلان ستريكلاند في انتخابات عام 2005 ومارتن مكلوسكي في انتخابات عام 2006. شهدت اللجنة التنفيذية والهيئة المندوبة في اتحاد طلاب جامعة أكسفورد حضورًا عماليًا أيضًا، في الوقت الذي توقف فيه النادي عن ترشيح مرشحين رسميين. انتُخِبت الرئيسة المشاركة السابقة أنيشا فاروك رئيسة لاتحاد طلاب جامعة أكسفورد في عام 2019، وانتُخِب زميلها الرئيس المشارك راي ويليامز نائبًا للرئيس للشؤون الأكاديمية والوصول.

### الاتحاد الوطني للطلاب
كان ستيفن تويغ الرئيس الوطني للاتحاد الوطني للطلاب، وعضوًا في النادي العمالي بجامعة أكسفورد في أوائل تسعينات القرن العشرين.

### حكومة محلية
يشغل مجلس مدينة أكسفورد حاليًا ستة أعضاء حاليين أو سابقين في النادي، ويشغل عضو آخر منصب مستشار مقاطعة في أوكسفوردشاير. انتُخِب عضو النادي العمالي وموظف مكتب الخريجين في ذلك الوقت دان إيلي-ويليامسون، في انتخابات مجلس مدينة أكسفورد لعام 2016، كمستشار عن دائرة هوليويل، وخدم معظم كليات جامعة وسط المدينة. انتُخِب مايكل أوكونور، وهو طالب دراسات عليا وعضو في النادي العمالي، مستشار المقاطعة عن دائرة هوليويل في عام 2021.
ترشح عدد من الرؤساء المشاركين السابقين في النادي العمالي لمقاعد المجلس في عام 2022، ومن ضمنهم ديفيد بارتون، وإليانور أورمسبي، اللذان ترشحا لمجلس مدينة وستمنستر.

### البرلمان
ترشح خمسة أعضاء سابقين في النادي العمالي في الانتخابات العامة لعام 2005 كمرشحين عن حزب العمال. رُشِّحت روزي سوربوت في انتخابات 2019 كمرشحة حزب العمال في أكسفورد الغربية وأبينغدون، إذ كانت رئيسة مشاركة في وقت سابق من ذلك العام.
يشمل أعضاء النادي العمالي السابقون في البرلمان حاليًا أنجيلا وماريا إيغل، وإد ميلباند، وراشيل ريفز، وإيلي ريفز، وأنيليس دودز وبريدجيت فيليبسون. كان خريجو النادي العمالي ريتشارد كوربيت وماري هونيبول عضوين في البرلمان الأوروبي في الوقت الذي لم يعد فيه جون غروغان وديفيد ميلباند وإد بولز أعضاء في البرلمان، ولكنهم كانوا أعضاء في النادي العمالي في أكسفورد (إذ كان بولز أيضًا عضوًا في رابطة جامعة أكسفورد المحافظة)، وقبل أن تغادر بريطانيا الاتحاد الأوروبي.